# Vuelta a Suiza 1934
La 2.ª edición de la Vuelta a Suiza (oficialmente Tour de Suisse) se disputó del 25 de agosto al 31 de agosto de 1934 con un total de 1474.5 km repartidas en 7 etapas, con inicio y fin en Zúrich.
El vencedor fue el alemán Ludwig Geyer, cubriendo la prueba a una velocidad media aproximada de 32,7 km/h.

## Etapas[1]
| Etapa | Recorrido       | km    | Ganador             |
| 1.ª   | Zúrich-Davos    | 227,6 | Domenico Piemontesi |
| 2.ª   | Davos-Lugano    | 215,5 | Francesco Camusso   |
| 3.ª   | Lugano-Lucerna  | 205,4 | Paul Egli           |
| 4.ª   | Lucerna-Lausana | 235,4 | Ludwig Geyer        |
| 5.ª   | Lausana-Berna   | 203   | Max Bulla           |
| 6.ª   | Berna-Basel     | 161,6 | Aladino Mealli      |
| 7.ª   | Basel-Zúrich    | 226   | Jean Aerts          |

## Clasificaciones
Así quedaron los diez primeros de la clasificación general de la primera edición de la Vuelta a Suiza:
| \| 1. \| Ludwig Geyer \| Alemania \| 45h04'13" \| \| \| 2. \| Léon Level \| Francia \| + 5' 39" \| \| \| 3. \| Francesco Camusso \| Italia \| + 8'45" \| \| \| 4. \| Hermann Buse \| Alemania \| + 37'56" \| \| \| 5. \| François Gardier \| Bélgica \| + 39'10" \| \| \| 6. \| Jean Aerts \| Bélgica \| + 45'03" \| \| \| 7. \| Henri Garnier \| Bélgica \| + 48'28" \| \| \| 8. \| Karl Bossard \| Suiza \| + 48'42" \| \| \| 9. \| Oskar Thierbach \| Suiza \| + 49'46" \| \| \| 10. \| Mario Cipriani \| Italia \| + 50'32" \| \| |                   |          |           |  |
| 1. | Ludwig Geyer      | Alemania | 45h04'13" |  |
| 2. | Léon Level        | Francia  | + 5' 39"  |  |
| 3. | Francesco Camusso | Italia   | + 8'45"   |  |
| 4. | Hermann Buse      | Alemania | + 37'56"  |  |
| 5. | François Gardier  | Bélgica  | + 39'10"  |  |
| 6. | Jean Aerts        | Bélgica  | + 45'03"  |  |
| 7. | Henri Garnier     | Bélgica  | + 48'28"  |  |
| 8. | Karl Bossard      | Suiza    | + 48'42"  |  |
| 9. | Oskar Thierbach   | Suiza    | + 49'46"  |  |
| 10. | Mario Cipriani    | Italia   | + 50'32"  |  |

| \| 1. \| Francesco Camusso \| Italia \| ? \| |                   |        |   |
| 1.                                           | Francesco Camusso | Italia | ? |